# 大村朱澄
大村 朱澄（おおむら あすみ、1989年11月11日 - ）は、日本のカヌースプリント選手。2012年ロンドンオリンピックに出場した。

## 略歴
小学2年生からカヌーをはじめ、全国中学生の大会で2度優勝。
静岡県立川根高等学校に入学、国体では2連覇を達成。静岡県立川根高等学校を卒業後、早稲田大学スポーツ科学部へ進学。
現在は城北信用金庫（Johoku Athletes Club所属）の職員として働きながら、国内外の大会に出場している。

## 戦績
- 2012年08月 - 2012年ロンドンオリンピック　出場
- 2015年05月 - カヌースプリント海外派遣選手最終記録会　シングル200m　優勝 / シングル500m　優勝 [2]
- 2015年06月 - 第70回 国民体育大会 カヌー競技静岡県予選記録会　シングル500m　優勝  [2]
- 2015年07月 - 国民体育大会第36回 東海ブロック大会カヌー競技会　シングル500m　優勝  [2]
- 2015年08月 - ICF世界カヌースプリント選手権大会　ペア500m　準決勝8位  [2]
- 2015年11月 - アジアカヌースプリント選手権大会　ペア500m　3位  [2]
- 2016年05月 - カヌースプリント海外派遣選手最終選考記録会　シングル200m　優勝 / シングル500m　優勝  [2]
- 2016年05月 - ワールドカップ第1戦　シングル500m　優勝 / シングル1000m　12位
- 2016年07月 - 国民体育大会第37回 東海ブロック大会カヌー競技会　シングル500m　優勝 [3]
- 2016年10月 - 第71回 国民体育大会 カヌー競技　シングル200m　優勝 / シングル500m　優勝
- 2017年04月 - 2017年スプリングスプリントカヌー競技大会　シングル500m　優勝
- 2017年07月 - 国民体育大会第３８回 東海ブロック大会カヌー競技会　シングル500m　優勝
- 2017年09月 - SUBARU日本カヌースプリント選手権大会　ペア500m　2位 / シングル200m　4位 / シングル500m 　8位[2]
- 2017年11月 - 第72回 国民体育大会 カヌー競技　シングル200m　2位 / シングル500m　2位[2]
- 2018年03月 - カヌースプリント海外派遣選手選考会　シングル200m　2位 / シングル500m　4位[2]
- 2018年05月 - ドワールドカップ第2戦　シングル500m　9位[2]
- 2018年07月 - 国民体育大会第39回 東海ブロック大会カヌー競技会　シングル500m　優勝[2]
- 2018年08月 - カヌースプリント・パラカヌー世界選手権大会　シングル200m　予選敗退 / シングル500m　準決勝敗退[2]
- 2018年09月 - SUBARU日本カヌースプリント選手権大会　シングル200m　予選１位 / シングル500m　5位[2]
- 2018年10月 - 第73回 国民体育大会（福井しあわせ元気国体） カヌー競技　シングル200m　2位 / シングル500m　優勝[2]
- 2019年03月 - カヌースプリント 海外派遣選手最終選考会　シングル200m　優勝 / シングル500m　優勝[2]
- 2019年05月 - ワールドカップ第2戦　シングル200m　26位 / シングル500m　予選敗退/ シングル5000m　16位[2]
- 2019年08月 - ICF世界カヌースプリント選手権大会　フォア500m　14位[2]
- 2019年09月 - SUBARU日本カヌースプリント選手権大会　シングル200m　優勝 / シングル500m　優勝[2]